# Мама, я жив (фильм, 1977)
«Мама, я жив» (нем. Mama, ich lebe) — кинофильм режиссёра Конрада Вольфа, вышедший на экраны в 1977 году. Фильм участвовал в конкурсе Берлинского кинофестиваля 1977 года, где был удостоен специального упоминания.

## Сюжет
Четверых немецких военнопленных забирают из лагеря, чтобы подготовить к выполнению опасного задания в тылу врага. Им предстоит не только преодолеть естественное недоверие к ним советских военнослужащих, но и решить для себя важную психологическую дилемму: смогут ли они в случае необходимости стрелять в своих соотечественников?

## В ролях
- Петер Прагер — Гюнтер Беккер
- Уве Цербе — Вальтер Панконин
- Эберхард Кирхберг — Карл Коралевски
- Детлеф Гис — Гельмут Кушке
- Донатас Банионис — майор Маурис
- Маргарита Терехова — Светлана
- Иван Лапиков — генерал
- Евгений Киндинов — Виктор Глинский
- Болот Бейшеналиев — Чингиз Касумович, полковник-киргиз
- Михаил Васьков — Коля
- Анатолий Папанов — Лопаткин
- Анатолий Рудаков — Вася
- Евгений Шутов — старшина
- Светлана Крючкова — военная в штабе

## Съёмочная группа
- Сценарий: Вольфганг Кольхазе, Конрад Вольф
- Режиссёр: Конрад Вольф (1925-1982)
- Оператор: Вернер Бергман
- Композитор: Райнер Бом
- Художник: Альфред Хиршмайер, DEFA (Германия,ГДР)
- Художник по костюмам: Наталия Тореева, Ленфильм (СССР)
- Монтаж: Эвелина Каров